# Giovanni di Paolo

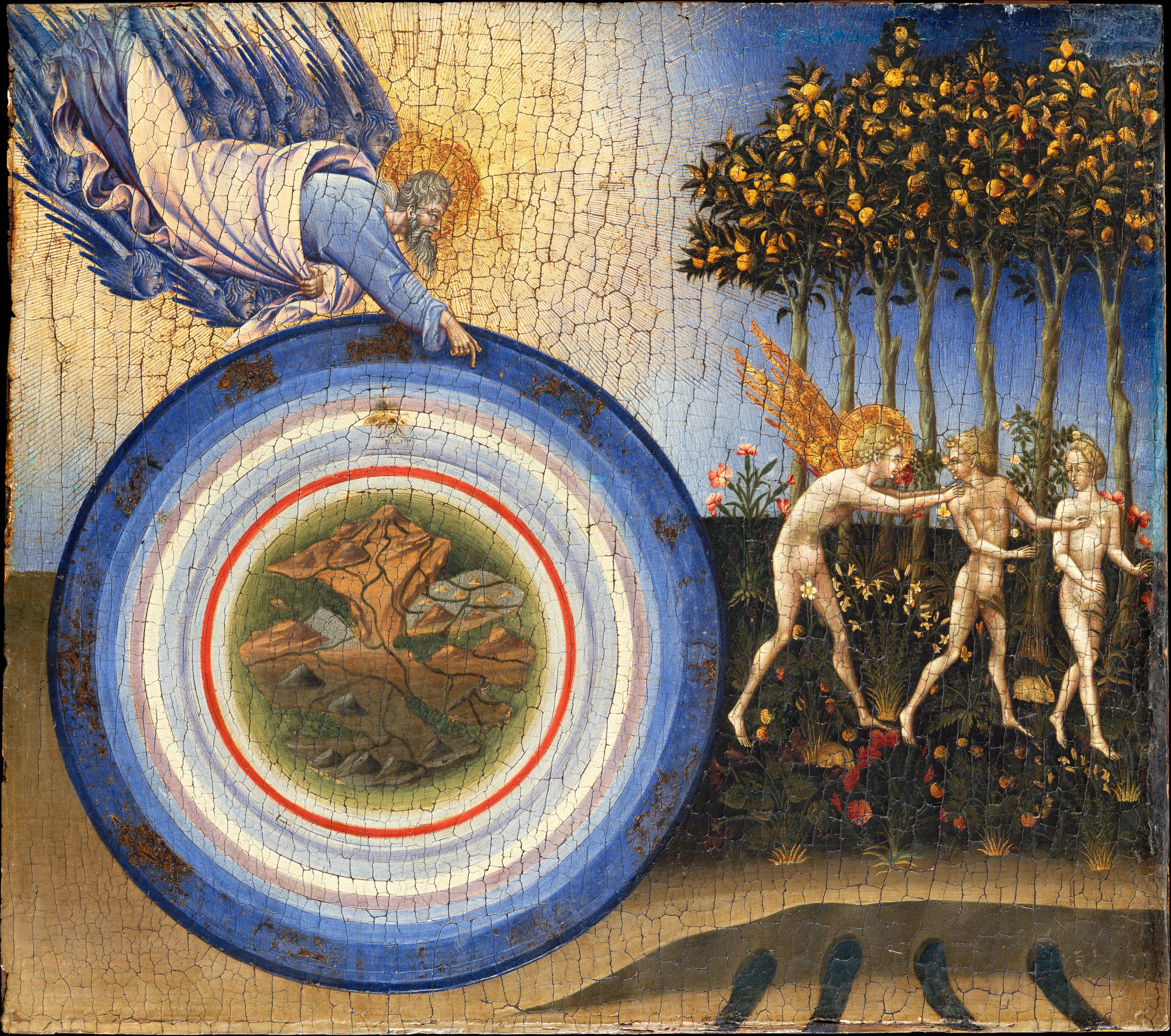
A Expulsão do Paraíso

Giovanni di Paolo (Siena, 1403 — Siena, 1482) foi um pintor italiano.
Seu estilo conservador e narrativo é característico da escola sienesa do século XV, fiel aos valores medievais. Ele deve ter aprendido a arte com Taddeo di Bartolo. Outras influências suas foram Gregorio di Cecco, Benedetto di Bindo, Martino di Bartolomeo, Stefano di Giovanni e Gentile da Fabriano.
Era um pintor prolífico e ilustrava também manuscritos, como os textos de Dante. Sua arte combinava aspectos de fantasia com a falta de perspectiva, dando um tom quase expressionista a seus quadros.
Sua obra encontra-se dispersa por museus europeus e estadunidenses, algumas das obras feitas em mármore.

## Trabalhos e influências

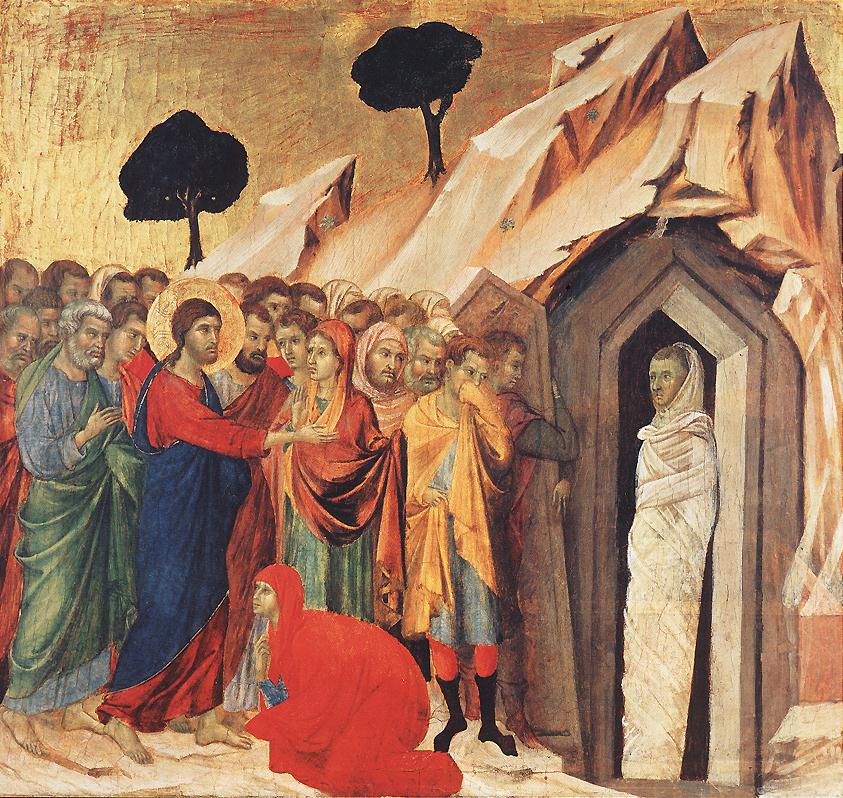
Obra "Ressurreição de Lazáro"

Giovanni di Paolo foi influenciado por muitos grandes artistas em Trecento e Quattrocento, na Itália. Acredita-se que ele possuía um livro-modelo de outros artistas, que ele usava e adaptava às suas pinturas, com itens como:  os dois retábulos florentinos de Gentile da Fabriano, a Apresentação de Ambrogio Lorenzetti no Templo e os relevos do batistério de Donatello . Ele poderia então alterar, modificar e combinar as obras desses artistas com suas próprias criações. 
Ao longo de sua carreira, pode-se ver como este livro-modelo foi utilizado por causa de certos detalhes e figuras que ele usava repetidamente: "Seu detalhe isolado, uma única figura ou grupo copiado de outra imagem mostra que ele é naturalmente atraído pelas invenções de seus colegas artistas" .  No entanto, seria muito menosprezado hoje para copiar, em Trecento e Quattrocento Siena, a cultura valorizava um artista que poderia manipular o trabalho dos outros e torná-los tão criativos quanto Giovanni fez.
Giovanni di Paolo foi influenciado por muitos artistas durante seu tempo, o que pode ser visto em várias de suas pinturas. Giovanni's Raising of Lazarus baseia-se na mesma cena do Maestà de Duccio. "Mas onde as figuras de Duccio estão sóbrias e resistidas, Giovanni di Paolo é volúvel e animado".  Giovanni estava aberto a outras soluções além da tradição de Siena que, "... o tornou receptivo às fontes mais adiante". [8] Uma delas é a ocasião em que ele pintou uma foto que tirou de um mural em Assis ".  Seu trabalho e estilo mostram a transição do estilo sienês e gótico para o Renascimento. 
Seu estilo também assumiu a influência de artistas góticos internacionais, como Gentile da Fabriano. Ele era um artista de grande importância que havia sido convidado pelo Papa Martin V para Roma.  Em seu caminho para Roma, Gentile parou em Siena, onde Giovanni rapidamente adotou e assimilou as técnicas de Gentile.  Uma técnica que ele manteve foi o fascínio de Gentile pela natureza. Em vez de usar santos em pé, como era habitual, em sua pintura Giovanni usava raminhos de plantas com flores. 
A adoração dos magos de Magi e Gentile da Fabriano de Giovanni di Paolo é um exemplo de como a natureza era usada por ambos os artistas, e como Giovanni conseguiu criar o mesmo uso de animais e plantas de gentios e torná-lo seu. Onde Gentile era capaz de trevas e mistérios, Giovanni, "... viu a natureza como inalterada e sempre benigna".  Estas obras de arte que Giovanni integrou na sua própria era "... esperando para ser imbuído de significado pessoal"  uma criação que Giovanni conseguiu fazer bem.